# 麻田真浄
麻田 真浄（あさだ の まきよ、生没年不詳）は、奈良時代から平安時代初期にかけての貴族・儒学者。姓は連。官位は従五位下・助教。

## 経歴
天平神護3年（767年）称徳天皇が大学寮に行幸して釈奠を行った際に、真浄は直講として座主（行事の首座）を務め、従八位下から八階昇進して従六位下に昇叙された。
桓武朝初頭の延暦2年（783年）外従五位下に叙せられる。その後、主税助を経て延暦7年（788年）大学博士に任ぜられるが、延暦10年（791年）岡田牛養に大学博士を譲り、真浄は助教となった。
延暦16年（797年）内位の従五位下に至る。

## 官歴
『六国史』による。
- 時期不詳：従八位下。直講
- 天平神護3年（767年） 2月7日：従六位下
- 時期不詳：正六位上
- 延暦2年（783年） 正月16日：外従五位下
- 延暦6年（787年） 2月8日：主税助
- 延暦7年（788年） 2月28日：兼大学博士
- 延暦9年（790年） 3月26日：伊勢介
- 延暦10年（791年） 12月10日：助教、伊勢介如故
- 延暦16年（797年） 正月7日：従五位下（内位）